# Xi Chuan
Xi Chuan (chinesisch 西川, Pinyin Xī Chuān, bürgerlicher Name Liu Jun 刘军,  Liú Jūn, * 1963 in Xuzhou in der Provinz Jiangsu) ist ein chinesischer Schriftsteller und Lyriker. Er gilt als einer der wichtigsten zeitgenössischen Lyriker in China und lebt in Peking.

## Leben
Von 1981 bis 1985 studierte er Englische Literatur an der Universität Peking. Nach dem Studium arbeitete er zunächst als Redakteur für das Magazin Huangqiu („Globus“). Xi Chuan war u. a. Gastprofessor an der New York University und an der University of Victoria in Kanada, zurzeit unterrichtet er Klassische Chinesische Literatur an der Central Academy of Fine Arts (CAFA) in Peking. Zusammen mit dem Lyriker Tang Xiaodu (唐晓渡) gibt er das Magazin Contemporary International Poetry heraus.
2009 war er Kurator der Plakataktion Poesie in die Stadt.

## Veröffentlichungen (Auswahl)
- Zhijing („Gruß“), Prosadichtungen, 1992
- Xugou de jiapu („Erdichteter Stammbaum“), Gedichte, 1997
- Dayi ru ci („Das ist gemeint“), Gedichte, 1997
- Ying de Huayu („Die Diskurse des Adlers“, 2004 im Projekt Verlag erschienen), Gedichte und poetische Prosa, 1999
- Geren Haowu („Private Vorlieben“), Gedichte, 2008

## Preise und Auszeichnungen
- 1994: Chinese Poetry Prize
- 2001: Lu-Xun-Preis